# 海上自衛隊の個人装備
海上自衛隊の個人装備（かいじょうじえいたいのこじんそうび）では、海上自衛隊の個人装備に関して記載する。

## 服装

### 戦闘服装
まず海上自衛隊隊員の基本的な「戦闘服装」と呼称される服装は以下のようなものである。
- 作業服に作業帽を着用する（絶対にあご紐をかける）
- 右臀部のズボンポケットに軍手を入れる。
- ズボンベルト後ろ側にフェイスタオルか手ぬぐいをかけ、左臀部のズボンポケットに入れておく。
- 両足の靴下の中にズボンの裾を入れるか、専用ゴムバンドを使用し裾を絞っておく。
- 靴は通常の短靴1型を着用する。

当直員対処で編成される防火隊や、一部不在時の応急隊編成時、艦艇の出入港および航海中には、特にこの服装を求められる。「戦闘服装を整える」という場合には上記服装が着用される。

### 作業その他
艦艇部隊においては「戦闘服」という服が部隊被服扱いで貸与されていることがある。これは幹部曹士用とも旧型の作業服と同様の形状のもので、左肩には「MSDF」と書かれたワッペンが貼ってある。
ほか、酷暑用や著しく汚損する整備作業専用の作業服などがある。
平成24年度より、アメリカ海軍のNWU様のデジタルドットパターンの「陸上戦闘服2型」および「戦闘帽」が導入された。裁断はおおむね陸上自衛隊の迷彩服3型、航空自衛隊の新型作業服と同様であるが、上衣などがファスナー止めである他、海曹以上で階級章は襟に佩用する。

### 警備用
自隊警備（陸上警備含む）などの場合には、乙武装と甲武装との服装が用いられる。
乙武装は以下の装備を着用する。
- 作業服に作業帽を着用する。
- 軍手とフェイスタオルか手ぬぐいを着用する。
- 靴は陸警靴（りっけいぐつ、陸上自衛隊の半長靴と同じ）もしくは短靴に脚絆を着用する。
- 弾帯をつける。艦艇以外のその他部隊では、陸自の旧作業服と同様の服を、陸警服と称し貸与している場合がある。

甲武装は以下の装備を着用する。
- 幹部、曹士の各制服装。
- 脚絆、弾帯、鉄帽を装備する（観閲行進時の服装に鉄帽をかぶる格好）。

海上自衛隊では、護衛艦や陸警隊に戦闘用の個人装備を配備している。
基本的に被服・装具は黒色だが、陸警隊には迷彩服2型が支給されている。

## 火器

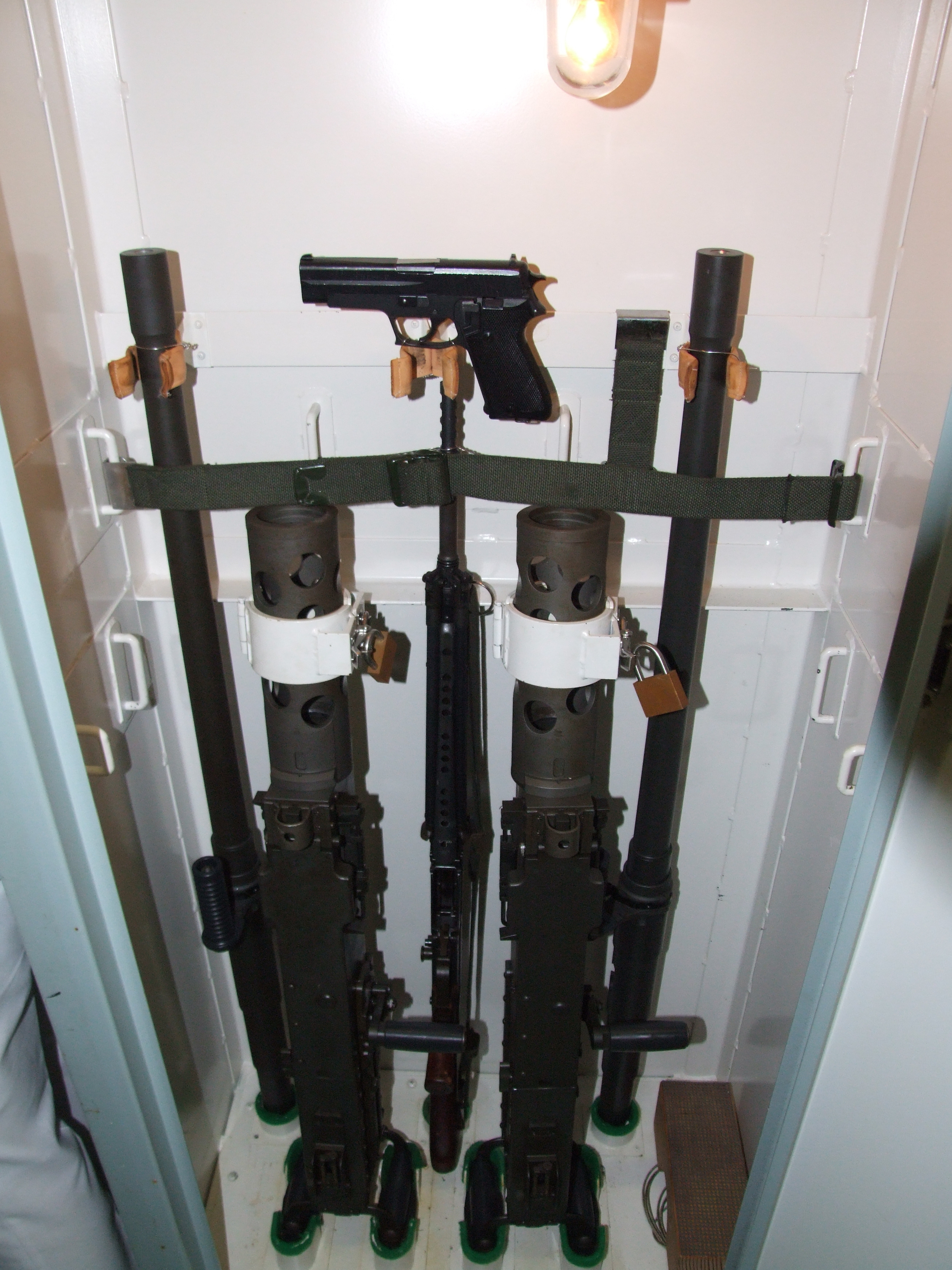
はつゆき型護衛艦2番艦「しらゆき」内の12.7mm重機関銃M2用武器庫
中央に9mm拳銃と64式小銃も展示されている

- 9mm拳銃
- 9mm機関けん銃
- 64式7.62mm小銃
- 89式5.56mm小銃
令和元年度調達予定品目（中央調達分）の中で89式小銃の調達予定が確認でき[1]、契約に係る情報の公表（中央調達分）で4契約計116SEの調達が確認できる[2]。
- 20式5.56mm小銃
令和4年度調達予定品目（中央調達分）の中で20式小銃の調達予定が確認でき[3]、契約に係る情報の公表（中央調達分）で36丁の調達が確認できる[4]。
- 散弾銃（M1300）
ウィンチェスターM1300[5]
- 散弾銃（M3）
ベネリM3T
- 62式7.62mm機関銃
5.56mm機関銃MINIMIにより代替。
- 5.56mm機関銃MINIMI
- 74式車載7.62mm機関銃
哨戒ヘリ搭載火器[6]。
- 12.7mm重機関銃M2
護衛艦搭載火器。
- 21.5mm信号けん銃[7]
- 閃光発音筒1形（スタングレネード）
- HK416
研究・評価用[注釈 1][9]。
- 警備銃（催涙弾投擲銃）
- てき弾投射器（HK69）

### 特別警備隊用
- SIG SAUER P226[注釈 2]
- H&K MP5A5[注釈 3]
- SIG MPX
- 89式5.56mm小銃
折曲銃床式[注釈 2]。
- HK416
HK416A2
- 狙撃銃（MSG90）
H&K MSG90
- 対物狙撃銃（M82）[10]
バレット M82

## 被服
- 立入検査服
- 迷彩服2型（陸上戦闘服,1形）
- 特別警備服
- 陸上戦闘帽,2形
- 陸上戦闘服,2形
- 陸上戦闘服外衣,2形
- 半長靴,2形（陸自のものとは異なる）
- 顔面覆
- 立入検査帽
- 立入検査手袋
- 半長靴
- 立入検査靴
- 防寒服装一式

## 装具
- 88式鉄帽
陸上自衛隊と違い灰色[7]。
- ABS樹脂製ヘルメット
臨検などで使用される。軽量だが防弾能力はない。敵味方識別や救難用のストロボライト（暗視装置でのみ視認可能）を頭頂部に装着することが可能[7]。
- ACH
第1術科学校内にある立入検査課程で使用しているのが確認できる[11]。
- FASTヘルメット
- バリスティックゴーグル[7]
- 防弾チョッキ、海上用
救命胴衣としても使用できる。陸警隊にも黒色のまま配備されている。
- 防弾衣、搭乗員用
航空機搭乗員用の救命胴衣にセラミックプレートが装着されたタイプ[6]。
- 防弾衣、立入検査隊用
ウェビングテープが縫い付けられており各種ポーチが取り付けられるようになっている。
- 防弾衣、1型、特殊
- 弾帯
- 弾帯吊りバンド
- 弾入れ
- レッグホルスター（サファリランド6004、サファリランド6005など）
- タクティカルベスト
特別警備隊用。防弾衣に重ね着して使用される[注釈 2]。
- 00式個人用防護装備
- 防水無線機
- リブリーザー（CCR）
- 保護スーツ（ウェットスーツまたはドライスーツ）
- フィン

## その他
- 警備犬
- LRAD